# Brigitte Walz
Brigitte Annemarie Walz (* 16. Februar 1955 in Altensteig) ist eine deutsche Ethnologin.

## Leben
Brigitte Walz wuchs in Schwaben auf. Sie studierte Völkerkunde und Germanistik in Freiburg und wurde 1985 promoviert. Sie übersiedelte nach Berlin und arbeitete bei einer Werbeagentur, dann als Leiterin des FAB-Verlags und beim Literaturverlag Fannei und Walz. Während einer Ausbildung zur PR-Referentin in Göttingen lernte sie Anett Szabó kennen. Ab Oktober 1995 entwickelten beide Frauen in der Werkstatt der Kulturen im Stadtteil Berlin-Neukölln Konzepte für einen multiethnischen Karneval. Aus dieser Initiative entstand 1996 der erste Karneval der Kulturen.

## Ehrungen
- 16. Oktober 2002: Verdienstorden der Bundesrepublik Deutschland
- 1. Oktober 2004: Verdienstorden des Landes Berlin

## Veröffentlichungen
- Die Chichimeken im Hochtal von Anahuac, vom Untergang Tollans bis zur Einwanderung der Mexica. Univ. Diss., Freiburg (Breisgau) 1985.